# Rafael Patkanjan

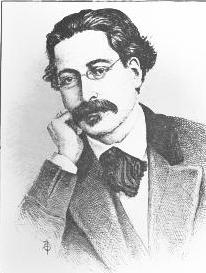
Rafael Patkanjan.

Rafael Patkanjan (auch: Raphael Patkanian, armenisch Ռափայէլ Պատկանեան, russisch Рафаэл Габриэлович Патканян; * 8. Novemberjul. / 20. November 1830greg. in Nachitschewan am Don; † 22. Augustjul. / 3. September 1892greg. ebenda) war ein armenischer Schriftsteller. Er war einer der Begründer der armenischen weltlichen Lyrik, schrieb aber auch Prosatexte, übersetzte und betätigte sich im Sozialbereich. Einen großen Teil seines literarischen Œuvres veröffentlichte er unter dem Pseudonym Kamar Katiba.

## Leben
Patkanjan war der Sohn des Pfarrers, Lehrers und Amateur-Dichters Gabriel Patkanjan. Eine erste Schulbildung erhielt er in der Schule seines Vaters, wo er auf seinen späteren Schriftstellerkollegen Michael Nalbandjan traf, mit dem ihn eine lebenslange Freundschaft verbinden sollte.
Patkanjan studierte am Lasarew-Institut für orientalische Sprachen in Moskau. Nach dem Abschluss des Studiums begleitete er seinen Vater, der Lehrer am Geistlichen Nersesjan-Seminar in Tiflis wurde. 1852 immatrikulierte Rafael Patkanjan sich an der Universität Dorpat. Danach setzte er sein Studium an der Universität Sankt Petersburg und mehreren deutschen Universitäten fort.
In Moskau war er Mitglied eines armenischen Studenten-Literaturkreises. Ein Akronym, gebildet aus den Anfangsbuchstaben seiner Mitglieder, – „Kamar Katiba“ – verwendete er später als Pseudonym für die erste Ausgabe seiner eigenen Werke, insbesondere seiner Gedichtsammlungen aus den Jahren 1855–1857.
1862 eröffnete er in Sankt Petersburg eine armenische Druckerei, in der er neben seinen eigenen Werken armenische Übersetzungen russischer und ausländischer Literatur veröffentlichte. 1865 rief er die an ein armenisches Publikum gerichtete Bildungszeitschrift „Norden“ ins Leben. „Norden“ sollte die Moskauer Zeitschrift „Nordlichter“ ersetzen, die vom armenischen Erzieher und Sozialaktivisten Stepanos Nasarjan herausgegeben, aber kurz zuvor eingestellt worden war. 1867 wurde auch Nord aus finanziellen Gründen eingestellt; die Abonnentenzahl hatte sich als nicht tragfähig erwiesen.
In der Folge kehrte Patkanjan nach Nachitschewan zurück und eröffnete eine Realschule und eine Berufsschule für arme Kinder. In letzterer fungierte er persönlich auch als Schulleiter. Zur Finanzierung des Schulunterrichts, der kostenlos war, wurden die Schulkinder „auf dem Haus“ verpflegt.
Patkanjan verstarb am 3. September 1892 in seiner Heimatstadt. Er ist bei der Kirche des armenischen Klosters Surb Chatsch unweit des Grabes seines Freundes Nalbandjan begraben.

## Werk

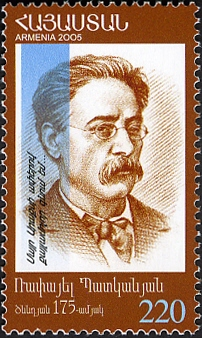
Rafael Patkanjan. Briefmarke, 2005.

Patkanjan schrieb überwiegend auf Armenisch, daneben aber auch auf Russisch und im lokalen armenischen Dialekt Nachitschewans. Die meisten seiner Werke sind Gedichte; bei seinen Prosawerken handelt es sich meist um Kurzgeschichten und Essays.
Das Leitmotiv seiner Werke ist die Idee der nationalen Befreiung des Volkes von Westarmenien von der Osmanischen Herrschaft. Der Autor forderte eine nationale armenische Identität und ermutigte dazu, den bewaffneten Kampf für die Unabhängigkeit aufzunehmen. Dafür stehen beispielhaft die Gedichte der 1850er Jahre wie „Tränen des Arax“, „Das Lied von der Mutter Agassi“ und das historische Gedicht „Der Tod des tapferen Wardan Mamikonjan“.
In den Arbeiten von Patkanjan reflektiert glühende Sympathie für das russische Volk und Russland. Am Deutlichsten tritt dies in der Dichtung während des russisch-türkischen Krieg von 1877–1878 zu Tage, Beispiele sind die Erzählung „Der Krieg“ (1877) und der Gedichtzyklus „Freies Lied“ (1878).
In seiner späteren Schaffensphase wandte sich Patkanjan gesellschaftlichen Themen zu. Er verfasste eine Reihe von satirischen Werken, den Gedichtzyklus „Neu-Nachitschewanische Lyra“ (1879), Romane und Kurzgeschichten wie „Ehrgeizig“ (1880), „Herrin und Magd“ (1884), „Wandelnde Leichen“ (1889).
Darüber hinaus übersetzte er eine Reihe von klassischen Werken der russischen und europäischen Literatur ins Armenische. Dazu zählen die ersten Übersetzungen vieler Fabeln des Äsop, „Robinson Crusoe“ von Defoe und „Das Märchen vom Fischer und seiner Frau“ von Puschkin.
Noch zu Lebzeiten Patkanjans erschienen zwei Gesamtausgaben seiner Werke, eine dritte wurde 1893 veröffentlicht, wenige Monate nach seinem Tod. Fast alle seine Gedichte wurden ins Russische übertragen, viele auch in andere Sprachen. Zu den russischen Übersetzern zählen namhafte Autoren wie Waleri Brjussow.

## Ehrungen
1901 wurde Rafael Patkanjans Grab mit einer Büste des Bildhauers Andreas Ter-Manukjan geschmückt. Im Erlass 624 des Ministerrates der RSFSR vom 4. Dezember 1974 erhielt es den Status eines historischen Monuments von föderaler Bedeutung als Teil der Gedenkstätte „Surb-Chatsch“. 2005 wurde die 175. Wiederkehr von Patkanjans Geburtstag in Armenien mit der Ausgabe einer Briefmarke geehrt.